# NGC 2180
NGC 2180 je otvoreni skup  u zviježđu Orionu. 

## Vanjske poveznice
- SEDS: NGC 2180